# Ludwig Hartmann (Politiker, 1836)
Ludwig Hartmann  (* 29. Mai 1836; † 24. März 1896 in Hagenau, Reichsland Elsaß-Lothringen) war ein deutscher Fabrikant, Gutsbesitzer, Politiker und Mitglied des Deutschen Reichstags.

## Leben
Hartmann besuchte das Gymnasium in Thann und machte seine Studien als Techniker und Ingenieur an mehreren großen Maschinenbauanstalten, dann in Baumwollspinnereien und Webereien. Er wurde Direktor in einer solchen Fabrik in Hagenau, wo er auch Stadtrat wurde.
Von 1874 bis 1877 war er Mitglied des Reichstags für den Wahlkreis Elsaß-Lothringen (Hagenau, Weißenburg) und schloss sich als unabhängiger Klerikaler keiner Fraktion an.